# Station Perkowice
Station Perkowice is een spoorwegstation in de Poolse plaats Perkowice.